# إيرني هيوز
إيرني هيوز (بالإنجليزية: Ernie Hughes)‏ هو لاعب كرة قدم أمريكية أمريكي، ولد في 24 يناير 1955 في بويسي في الولايات المتحدة.

## وصلات خارجية
- إيرني هيوز على موقع مرجع كرة القدم المحترفة.كوم (الإنجليزية)
- إيرني هيوز على موقع JustSportsStats.com (الإنجليزية)